# Samurai (film fra 2000)
 For alternative betydninger, se Samurai (flertydig). (Se også artikler, som begynder med Samurai)
Samurai er en dansk kortfilm fra 2000 instrueret af Niels Christian Thornberg og efter manuskript af Niels Christian Thornberg og Lars-Henrik Juul.

## Handling
Ved engens dystre afgrund. Alene, sjæleplagede står Ito og Koichiro. Oh, lad ej bjergets tåge indhylle denne scene. På sværdets æg de forventer hinandens blod. Begge fyldt med anger og had, ønsker Miyoki i live foran dem sad. Er dette for evigt ? At deres vrede for altid vil forblive.